# 周幼非
周幼非（1933年—），本名周自立，台湾记者，祖籍湖北黄陂。1949年随国民党军队前往台湾，1988年赴中国大陆采访全国人大和全国政协会议，成为中华人民共和国成立后首批赴中国大陆采访的台湾记者。

## 人物经历
1949年跟随国民党军队到了台湾，从事新闻采访30多年。据其自称，其为台湾人权通讯社社长，曾經担任台湾《人权论坛》杂志社社長，香港《新闻天地》驻台特派员。自1988年以来，多次到中国大陆采访全国人大和全国政协会议，采访两会有18年。台灣人權通訊社記者曾在九屆人大二次會議，朱镕基总理記者招待會上，向朱镕基提問。
2006年3月14日，周幼非因在中华人民共和国国务院总理温家宝记者招待会上的采访事件而引起相关热议。
2016年1月16日，访问长江国际商会，与长江国际商会执行会长刘萌就筹建台湾同名商会等相关事宜进行交谈。

## 非规划提问
在2006年3月14日中华人民共和国国务院总理温家宝的对中外记者招待会上，周幼非因不满未能获得提问的机会，而以“较大的肢体动作”引起温家宝的注意，并亲自点名要他提问。在随后的提问中，周幼非向温家宝总理提出了工业发展造成的环境污染问题，指出“上海的水简直不能吃了,而且是黄的”，并以较尖锐的语气质问“我们今天的工业发展的再好，如果民众吃的水都有问题，总理先生，你的丰功伟业可能就化为乌有了”。
对于周幼非的提问，温家宝称其“以极大的勇气争取到了一次提问的机会”。随后就相关的环境问题做出了回答。并提出:“如果你年年来参访的话，你可以观察，随时提出你的意见”。
由于这件记者会上意外的插曲，周幼非本人引起了在场记者们的关注。随后媒体也就这一事件和周幼非本人做了相关报道。

## 后续相关事件
针对周幼非在记者会上所提出的上海水质问题，第二天（3月15日），上海《国际金融报》即发表相关文章予以驳斥，认为其言论不负责任，并援引上海水务局有关人士的说法，认为“上海饮用水水质完全符合国家标准”。（页面存档备份，存于）